# Коломыя
Коломы́я (укр. Коломи́я) — город в Ивано-Франковской области Украины. Административный центр Коломыйского района и Коломыйской городской общины (до 2020 года был городом областного подчинения). Культурная столица Покутья. Находится на реке Прут. Известна в качестве города со времён Галицко-Волынского княжества.

## География
Коломыя расположена в юго-восточной части Ивано-Франковской области, на реке Прут, в 65 километрах от Ивано-Франковска.

## История
Впервые Коломыя упоминается как «доходный город» князя Даниила Галицкого в Галицко-Волынской летописи под 1241 годом. Город располагался на пересечении важных торговых путей, которые вели в Прагу, Вену, Регенсбург и Майнц. Коломыя упоминается в летописном «Списке русских городов дальних и ближних».
В середине XIII века Коломыя и её околицы — важный центр добычи соли, что приносило большую прибыль княжеской казне. Выгодное географическое положение города способствовало активной торговле с Польшей, Венгрией, Византией, генуэзскими и венецианскими факториями Причерноморья, Литвой, странами Западной Европы. Территориально Коломыя входила во владения Галицко-Волынского государства, выполняя функции торгового и фортификационного центра юго-восточной границы Галицкой Руси. Тогда на берегах Прута стояли 4 крепости: в Коломые, Олешко, Снятине и Черновцах.
В период с 1349 по 1569 год город находился под властью Польши. В 1405 году Коломыя получила Магдебургское право. В 1411 году Коломыя со всем Покутьем была продана на 25 лет молдавскому государю Александру с условием, что последний выступит на стороне Польши против Венгрии. По тем же соображениям впоследствии Коломыйский замок несколько раз дарили молдавским воеводам.
В 1490 году Коломыйская крепость не устояла перед десятитысячной армией повстанческого вожака Ивана Мухи. В 1498 году турки и валахи разрушили город, двигаясь на запад. С тех пор они почти ежегодно разоряли Покутье: в 1502 и 1505 годах Коломыя была сожжена, а в 1589 году почти стёрта с лица земли.
В 1772 году, после первого раздела Польши, город перешёл под власть Габсбургов. По новому административному делению 1781 года Коломыя была включена в Станиславский округ и частично потеряла свои функции уездного центра. На окраинах города постепенно начали строиться немецкие колонии. В течение XIX века правительство построило в Коломые шесть военных казарм и три пороховых склада. В городе концентрируются войска, создаётся 70 уголовных отрядов для борьбы с повстанческим движением. В 1886 году в городе было открыто трамвайное движение на паровой тяге.
В 1880 году в Коломые был арестован и три месяца провёл в Коломыйской тюрьме Иван Франко.
15 сентября 1914 года в Коломыю вступили русские императорские войска. В Первую Мировую войну русские войска трижды брали и оставляли город. После Польско-украинской войны город был включён в состав Польской республики.
После вступления в Коломыю советских войск в сентябре 1939 года еврейские организации были закрыты, а еврейские деятели подверглись преследованиям.
После начала Великой Отечественной войны, в конце июня — начале июля 1941 года, город был оставлен Красной армией. Вскоре здесь прокатилась волна еврейских погромов, организованных местным украинским населением. Погромы длились два дня, до тех пор, пока в город не вошли венгерские войска.
В период Великой Отечественной войны треть города была сожжена, еврейское население было почти полностью уничтожено. За один только день 21 января 1942 года в городе было расстреляно 400 евреев.
27 марта 1944 года группа из 7 Т-34 1-й гвардейской танковой бригады под командованием гвардии капитана В. А. Бочковского освободили Чернятин, Сороки, Гвоздец, а затем, форсировав реку Чернява, подошли к железнодорожной станции Коломыя, опорному пункту немецких войск в Прикарпатье. Однако с ходу не удалось взять город, забитый немецкими войсками и техникой. Тогда комбриг В. М. Горелов прислал на помощь четыре танка из 1-го танкового батальона.
На рассвете 28 марта усиленная группа капитана В. А. Бочковского, совершив обходной манёвр, ворвалась в Коломыю и, сломив упорное сопротивление противника, в этот же день очистила от него город, захватив переправу через реку Прут. При этом храбро сражались танкисты Духов, Катаев, Игнатьев, Шарлай, Большаков, Верховенко и другие. За освобождение города Коломыя 1-я гвардейская танковая бригада Указом Президиума Верховного Совета СССР от 8.04.1944 года награждена орденом Богдана Хмельницкого II степени, а командир танка гвардии младший лейтенант А. Н. Игнатьев и командир башни танка гвардии сержант А. Е. Землянов были удостоены звания Героя Советского Союза. Гвардии капитан В. А. Бочковский, осуществивший эту операцию, был упомянут в Приказе Верховного Главнокомандующего.
Началось восстановление города, но вместе с тем значительную часть местной интеллигенции арестовали и вывезли в Сибирь, пострадали католические священники, были разрушены и перестроены некоторые храмы.
В 2009 году журналом «Фокус» Коломыя была названа «Самым безопасным городом» Украины.

## Население
По данным переписи 2001 года, украинцы составляли 92,35 % населения Коломыи, русские — 5,01 %.

### Языковой состав
Родной язык населения по данным переписи 2001 года:
| Язык       | Численность, чел. | Доля     |
| ---------- | ----------------- | -------- |
| Украинский | 57 214            | 93,11 %  |
| Русский    | 3 075             | 5,00 %   |
| Другое     | 1 159             | 1,89 %   |
| Итого      | 61 448            | 100,00 % |

Украинский язык является основным и единственным официальным языком Коломыи.
По данным Государственной службы статистики Украины в 2023/24 учебном году все 157 424 учащихся в учреждениях общего среднего образования в Ивано-Франковской области обучались в украиноязычных классах.

## Архитектура
В Коломые хорошо сохранилась застройка конца XIX — первой половины XX вв. В настоящее время она практически полностью приведена в порядок.

## Достопримечательности
- Церковь Святого Михаила
- Деревянная Благовещенская церковь
- Костёл Девы Марии
- Костёл Игнатия Лойолы
- Мемориальное еврейское кладбище и охель (молитвенный павильон) на могиле праведника Гиллеля Боруха Лихтенштейна, который в XIX веке был главным раввином Коломыи
- Музей истории города
- Музей «Писанка»
- Музей народного искусства Гуцульщины и Покутья
- Городская ратуша[16]
- Областной драмтеатр
- Народный Дом
- Грекокатолический кафедральный Преображенский собор
- «Гуцульская деревня»
- Памятник Ивану Франко

|                                        |                      |                       |                   |                                |
| Грекокатолический Преображенский собор | Храм Святого Михаила | Костёл Игнатия Лойолы | Костёл Девы Марии | Церковь в «Гуцульской деревне» |

## Образование
В Коломые действует одиннадцать общеобразовательных школ, одиннадцать детских садов, детский дом-интернат, Дом детского и юношеского творчества, Станция юных туристов, Коломыйский учебно-производственный центр творчества учащейся молодёжи, Музыкальная студия, ДЮС № 2.

### Колледжи
- Коломыйский экономико-правовой колледж ГТЭУ
- Коломыйский медицинский колледж им. Ивана Франко
- Коломыйский педагогический колледж
- Коломыйский политехнический колледж
- Коломыйский колледж компьютерных наук

### Техникумы, училища, лицеи
- Коломыйский индустриально-педагогический техникум
- Коломыйский лицей № 1 имени Василия Стефаника
- Высшее профессиональное училище № 14
- Высшее профессиональное училище № 17

### Музыкальные школы
- Коломыйская детская музыкальная школа № 1 имени Анатолия Кос-Анатольского
- Коломыйская детская музыкальная школа № 2 имени Галины Грабец

## Известные люди
Среди известных уроженцев Коломыи:
- Антонийчук, Кристина Васильевна (род. 1990) — украинская теннисистка.
- Белоскурский, Михаил Алексеевич (1902—1972) — советский военачальник, генерал-майор
- Биберович, Иван (1854—1920) — украинский театральный деятель, актёр, режиссёр.
- Биберовичева, Иванна Антоновна (1861—1937) — украинская актриса.
- Горовиц, Мария (1892 —1942)  — коломыйская предпринимательница, общественная деятельница и благотворительница еврейского происходжения, основатель первой в Коломыи гардинной фабрики (1924).
- Григорчук, Роман Иосифович (род. 1965) — украинский футболист.
- Жуков, Евгений Александрович (род. 1986) — начальник Патрульной полиции Украины, «киборг» Донецкого аэропорта.
- Кайе-Кисилевский, Владимир Юлианович (1896—1976) — писатель, профессор Оттавского университета.
- Майборский, Владимир Петрович (1911—1986), старшина 24 Железной стрелковой дивизии, Герой Советского Союза (1945)
- Оробец, Инна Петровна (род. 1971) — советская и украинская спортсменка и тренер; Заслуженный мастер спорта Украины.
- Павлишин, Стефания Стефановна (1930—2021) — украинский и советский музыковед.
- Петруский, Октав (1820—1894) — польский политический и общественный деятель. Почётный гражданин города Коломыя.
- Почаевский, Иов (ок. 1551—1651) — почаевский преподобный.
- Сельская-Райх, Маргарита Ивановна (1903—1980) — художница.
- Федчук, Андрей Васильевич (1980—2009) — украинский боксёр, бронзовый призёр Олимпийских игр 2000 года и чемпионата Европы 2004 года.
- Фишер-Слиж, Мария (1922—2012) — украинский врач, меценат.
- Фойерман, Эмануэль (1902—1942) — виолончелист.
- Щепановский, Станислав (1846—1900) — польский инженер, юрист, экономист, химик, предприниматель, один из пионеров нефтедобывающей промышленности в Галичине. Почётный гражданин города Коломыя.

## Галерея
- Национальный музей народного искусства
- Центральная площадь и ратуша
- Дом-корабль
- Музыкальная школа №1
- Гостиница «Писанка»
- Дом в центре города по улице Ивана Франко
- Старый особняк
- Коломыйская гимназия
- Народный дом
- Городской театр

## Города-побратимы[18]
- Мукачево (Украина)
- Дрокия (Молдова)
- Кременчуг (Украина)
- Ныса (Польша)
- Ломжа (Польша)
- Рэдэуци (Румыния)
- Сигету-Мармацией (Румыния)
- Кратово (Северная Македония)
- Рышканы (Молдова)